# Per Berg
Per Berg, född den 31 mars 1897 i Gagnef, död den 20 april 1957 i Strängnäs, var en svensk militärmusiker och kompositör. 

## Biografi
Per Berg föddes år 1897 i Gagnef i Dalarna och antogs 15 år gammal 1913 som musikelev vid Dalregementet (I 13) där han spelade klarinett. Då han 1917 började studera vid Musikkonservatoriet i Stockholm överfördes han till Göta livgarde (I 2) där han kvarstod till den musikkårens nedläggning 1927 och han hann under tiden avlägga musikdirektörsexamen 1923. År 1927 överfördes han till Flottans musikkår i Stockholm där han stannade i tre år till dess att han 1930 tillträde som musikdirektör vid Västerbottens regemente (I 20) då med löjtnants tjänstegrad. Under sin tid vid I 20 så dirigerade han även Umeå Musiksällskap och avlade organist- och kantorsexamen 1939. Han flyttades 1941 till Södermanlands regemente (I 10, som senare blev Södermanlands pansarregemente, P 3) där han 1942 erhöll kaptens tjänstegrad. Han dirigerade då också Strängnäs Orkesterförening. Berg gick i pension 1953 och avled fyra år senare i Strängnäs i en ålder av 60 år.
Berg var riddare av första klassen av Vasaorden. Han är begravd på Leksands kyrkogård.

## Verk
Per Berg skrev cirka 15 marscher varav fem är eller har varit antagna som förbandsmarscher i Sverige; här följer ett urval av dem:
- Armé och Marin - Mellersta underhållsregementets marsch (Uhreg M) senare Försvarsmaktens logistiks marsch (FMLOG)
- Defiladmarsch o.k.s. Stockholms spårvägsmän
- Den svenske flygsoldaten - Mellersta flygkommandots marsch (FKM)
- Hertigen av Västerbotten - Kavalleriets defileringsmarsch (Tillägnad H.K.H. Gustaf Adolf, hertig av Västerbotten)
- Kronprins Olav
- Kungarop o.k.s. Överste Bennedich med västerbottningarna - Brigadcentrums marsch 1996–1997 (BrigC), tillägnad chefen I 20, Överste Carl Bennedich
- Leve amiralen!
- Svensk högvakt - Kungliga Upplands flygflottiljs marsch (F 16)
- Överste Cavalli o.k.s. Pansarmarsch
- Överste Erlandsson - Tillägnad chefen I 20, Överste Per Adolf Erlandsson